# Stammham (Eichstätt)
Stammham è un comune tedesco di 3 601 abitanti, situato nel land della Baviera.